# Martin Droeshout
Martin Droeshout (in IPA, /'ma:tin'druːʃaʊt/); (Londra, 11 aprile 1601 – Manchester, 14 maggio 1650) è stato un incisore inglese di origini fiamminghe, famoso per aver realizzato il ritratto di William Shakespeare per l'edizione del First Folio del 1623, edito da John Heminges ed Henry Condell, colleghi attori del Bardo.

## Biografia

### Shakespeare
Si ritiene che la carriera di Droeshout sia iniziata quando gli venne commissionata la produzione del ritratto di Shakespeare. Nondimeno è stato ipotizzato che suo zio, chiamato a sua volta Martin Droeshout (1560- c.1642), potrebbe esserne stato l'artista, e che i due furono in seguito confusi. Mary Edmund suppone nell'Oxford Dictionary of National Biography che fu il più anziano dei due a creare l'opera. Una ricerca più recente di June Schlueter riafferma invece l'attribuzione tradizionale al giovane Droeshout.

### Altre opere

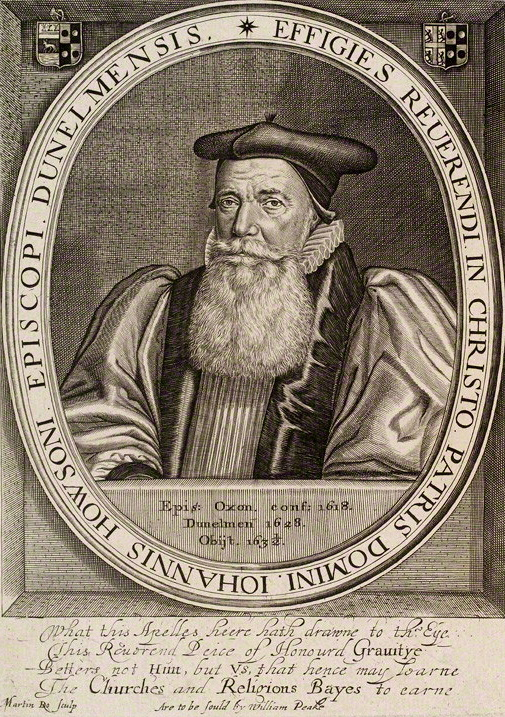
John Howson ritratto da Droeshout

Droeshout più tardi realizzò i ritratti dipinti per incisione di John Foxe, John Howson, George Villiers, I duca di Buckingham e di altri uomini noti. Realizzò inoltre anche più ambiziosi raffigurazioni allegoriche, mitologiche e satiriche, che includevano anche un'illustrazione del suicidio di Didone.

### Viaggio in Spagna
In un periodo di tempo compreso tra il 1632 (la sua ultima stampa inglese conosciuta con firma e datata) e il 1635 (la sua prima stampa spagnola conosciuta firmata e con la data), Martin Droeshout si recò a Madrid e inglesizzò il suo nome in "Droeswood" ("hout" olandese per "wood", "legno" in tutte e due le lingue).